# 豹紋腔吻鱈
豹紋腔吻鱈，為輻鰭魚綱鱈形目鼠尾鱈科的其中一種，分布於中西太平洋阿拉弗拉海海域，屬深海底棲性魚類，深度107-187公尺，體長可達30公分，棲息在底層水域，生活習性不明。